# 볼프 파킨슨 화이트 증후군
볼프 파킨슨 화이트 증후군(Wolff–Parkinson–White syndrome, WPW)은 심장 전도계의 여러 질환들 가운데 하나로, 통틀어 조기흥분증후군으로 부른다.
볼프 파킨슨 화이트 증후군은 전체 인구 중 0.1~0.3%에 영향을 미친다.

## 증상
WPW를 가진 사람들은 일반적으로 증상이 없다. 그러나 심실위빠른맥 단계에서 개인은 심계항진, 어지럼증, 호흡곤란, 실신을 경험할 수 있다. 심전도(ECG/EKG)에서 델타파가 가끔 나타날 수 있다.